# Aeropuerto Internacional de Zhengzhou Xinzheng
El Aeropuerto Internacional de Zhengzhou Xinzheng (código IATA: CGO- código OACI: ZHCC) es el principal aeropuerto de Zhengzhou, la capital de la provincia de Henan, China.
El aeropuerto está ubicado en Xinzheng, 37 kilómetros al sureste del centro de Zhengzhou. Fue inaugurado el 28 de agosto de 1997, reemplazando a su predecesor, el ahora demolido Aeropuerto Dongjiao. El aeropuerto es el único aeropuerto internacional en Henan y sirve como puerta de entrada principal para la provincia y el área de la llanura central.
El aeropuerto es operado por Henan Airport Group y es un centro para Cargolux, así como una ciudad foco para China Southern Airlines, Shenzhen Airlines, West Air, Lucky Air y Donghai Airlines. Según las estadísticas de 2018, es el 12º aeropuerto más activo por tráfico de pasajeros en la República Popular China con 27,334,730 millones de pasajeros, y el séptimo aeropuerto más activo en términos de tráfico de carga a nivel nacional. A partir de 2018, el aeropuerto es el aeropuerto más transitado del centro de China tanto en tráfico de pasajeros como de carga.

## Infraestructura

### Terminal 1 (cerrada)
La actual Terminal 1 se inauguró el 29 de diciembre de 2007, luego de la expansión y renovación de la antigua terminal, que se inauguró en 1998. Cubre un área de 128.000 metros cuadrados y tiene 14 puertas con puentes de reacción. El techo de la Terminal 1 tiene forma de ondas.
Después de la apertura de la Terminal 2, se cerró como una futura reserva y se transformó temporalmente en una sala de exposiciones.

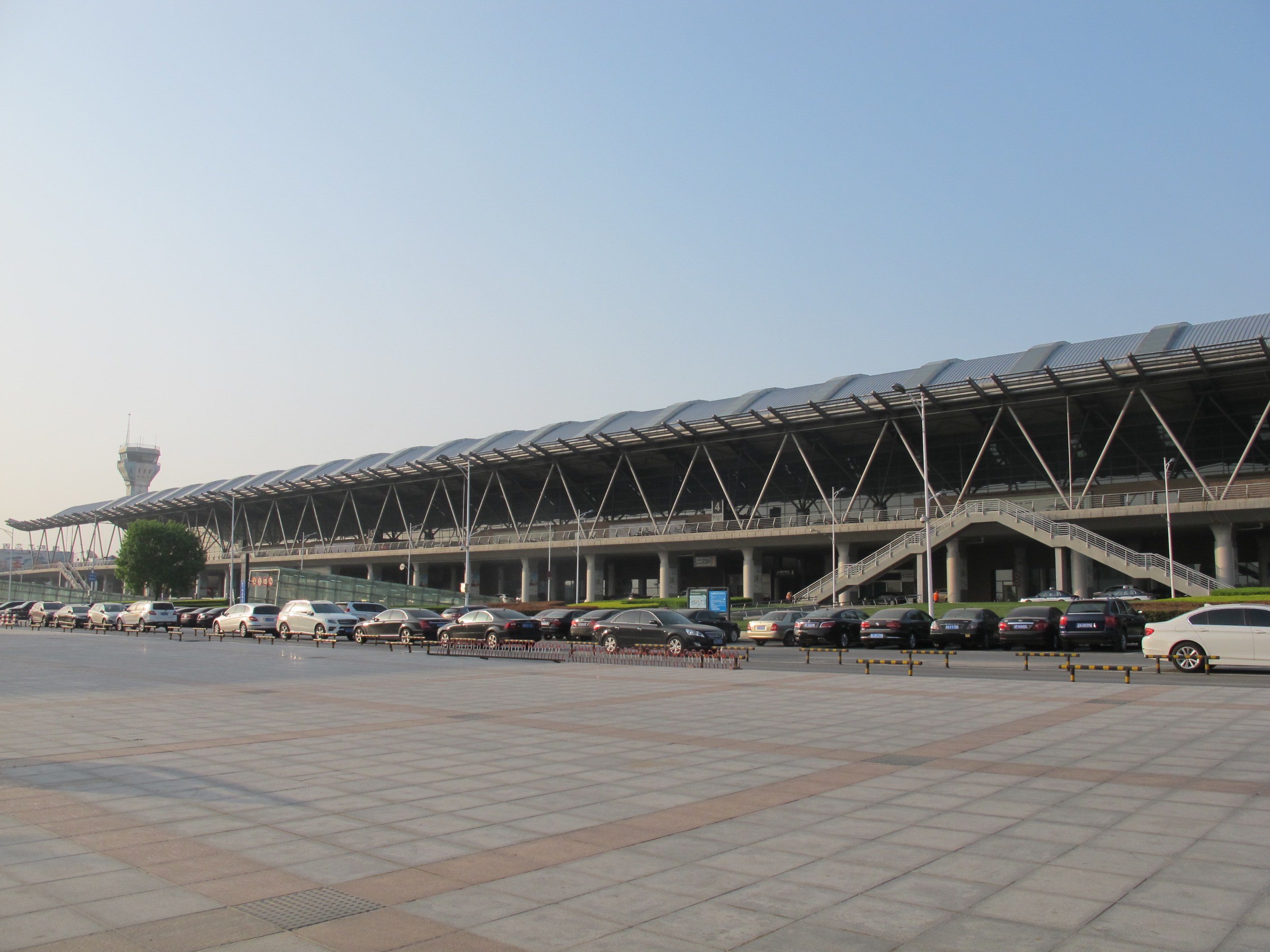
Terminal 1 en 2013.

### Terminal 2
La Terminal 2, el único edificio de terminal en funcionamiento en la actualidad, está ubicado al noreste de la Terminal 1. Se inauguró el 19 de diciembre de 2015 con un área de 485.000 metros cuadrados. La Terminal 2 tiene un diseño en forma de X con cuatro muelles que se ven desde arriba, lo que se asemeja e implica "brazos abiertos para abrazar el mundo". El muelle noroeste es para vuelos internacionales y otros son para uso doméstico.

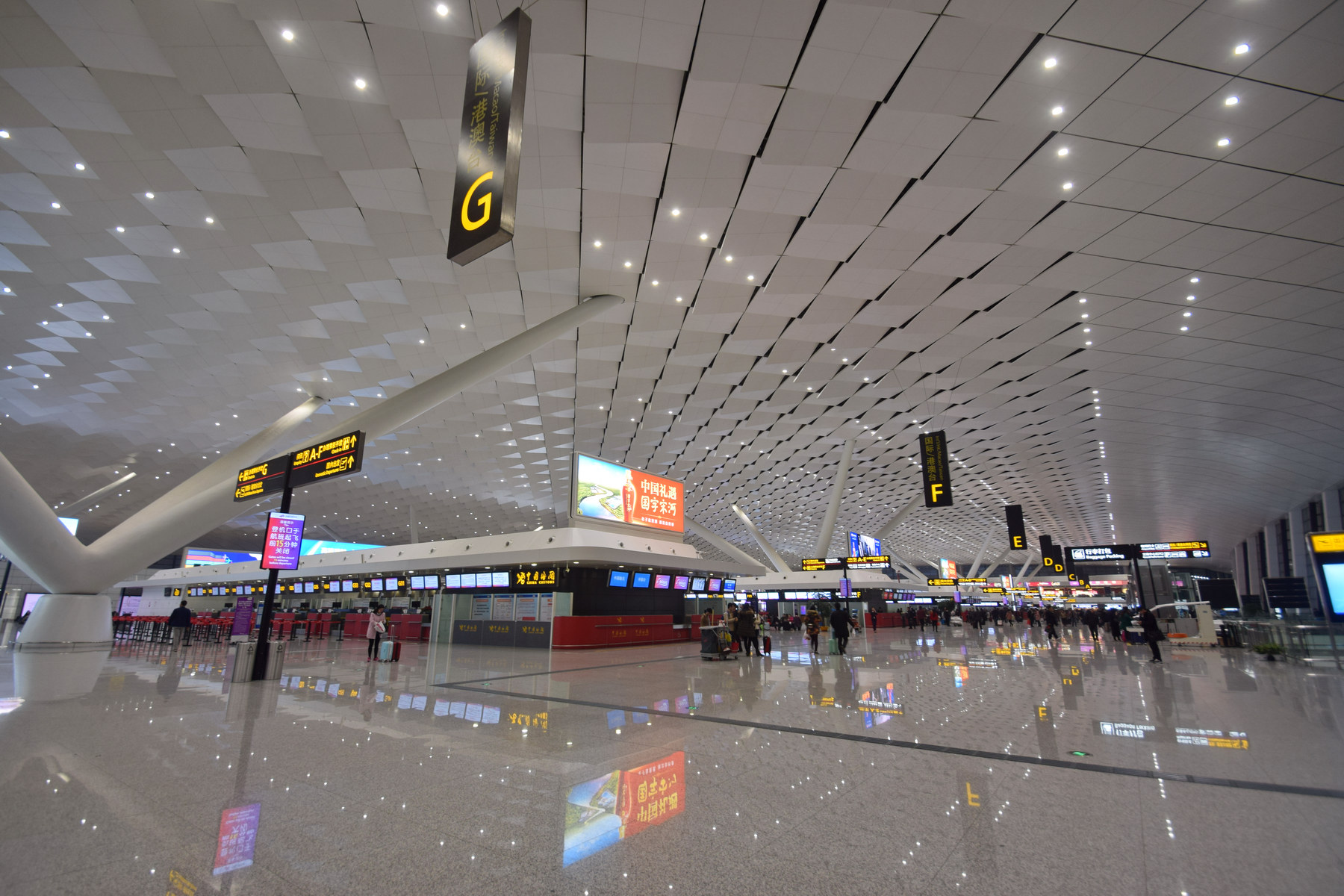
Vestíbulo de salidas de la Terminal 2.

### Centro de tráfico terrestre
El centro de tráfico terrestre (GTC) se inauguró junto con la Terminal 2. Está al oeste de la Terminal 2 y está conectado con la sala de llegadas de la Terminal 2 por tres corredores. El GTC ha sido diseñado para convertirse en un centro de transporte para el tráfico entre el aeropuerto y las ciudades de la región de los llanos centrales, con una estación de tren interurbano y una estación de metro en los pisos subterráneos. Los pasajeros pueden tomar taxis, autocares interurbanos, trenes interurbanos y trenes del metro de Zhengzhou aquí.

### Torre de control de tráfico aéreo
La nueva torre de control de tráfico aéreo se puso en funcionamiento el 7 de enero de 2016, junto con la segunda pista. La torre de control tiene 93,5 m de altura y su forma se asemeja a la Jiahu Gudi (flauta de hueso) descubierta en Henan.

### Pistas
El aeropuerto tiene dos pistas paralelas:
- La pista sur (3.400 m de largo y 45 m de ancho, inaugurada en 1997)
- La pista norte (3.600 m de largo y 60 m de ancho, inaugurada en 2016)

La pista norte tiene una aproximación de precisión de Categoría II. Normalmente, la pista norte (12L/30R) se usa para aterrizar mientras que la pista sur (12R/30L) se usa para despegar.

## Aerolíneas y destinos

### Pasajeros
| Destinos por aerolínea    | Destinos por aerolínea |
| Aerolínea                 | Destinos |
| ------------------------- | --- |
| 9 Air                     | Bangkok–Don Mueang, Changchun, Guangzhou, Guiyang, Harbin, Hohhot, Shenyang |
| Air China                 | Beijing–Capital, Changchun, Chengdu–Shuangliu, Chengdu–Tianfu, Chongqing, Dongying, Hangzhou, Shaoyang, Ulanqab, Wenzhou, Xiamen, Zhanjiang |
| Air Guilin                | Enshi, Guilin, Meixian, Qingdao, Quanzhou, Wenzhou, Xishuangbanna, Yantai, Zhanjiang, Zhuhai |
| Air Macau                 | Macau |
| Batik Air Malaysia        | Kota Kinabalu, Kuala Lumpur–International |
| Beijing Capital Airlines  | Haikou, Hangzhou, Hohhot, Lijiang, Qingdao, Sanya, Ürümqi, Xiamen |
| Cambodia Angkor Air       | Phnom Penh |
| Cathay Pacific            | Hong Kong |
| Chengdu Airlines          | Chengdu–Tianfu, Fuzhou, Guiyang, Lhasa, Sanya, Shenyang, Zunyi–Maotai |
| China Eastern Airlines    | Hangzhou, Kunming, Lanzhou, Luzhou, Nankín, Ningbo, Qingdao, Shanghái–Hongqiao, Shanghái–Pudong, Wenzhou, Xiamen, Yantai, Yinchuan |
| China Express Airlines    | Baotou, Chongqing, Guiyang, Mandalay, Qingdao, Quzhou |
| China Southern Airlines   | Aksu, Altay, Bangkok–Suvarnabhumi, Baotou, Changchun, Chengdu–Shuangliu, Chongqing, Da Nang, Guangzhou, Guiyang, Haikou, Hami, Hangzhou, Harbin, Heihe, Hohhot, Hotan, Huangshan, Huizhou, Jieyang, Jinggangshan, Karamay, Kashgar, Korla, Kuala Lumpur–International, Kunming, Lijiang, London–Heathrow, Luzhou, Nanning, Ordos, Osaka–Kansai, Qingdao, Qinhuangdao, Qionghai, Sanya, Seoul–Incheon, Shanghái–Hongqiao, Shanghái–Pudong, Shenyang, Shenzhen, Singapur, Taipéi–Taoyuan, Tengchong, Tokio–Narita, Ürümqi, Vancouver, Wenzhou, Xiamen, Xining, Xinzhou, Yinchuan, Yiwu, Yulin (Shaanxi), Zhangjiajie, Zhanjiang, Zhuhai |
| Chongqing Airlines        | Jieyang |
| Colorful Guizhou Airlines | Dazhou, Guiyang |
| Dalian Airlines           | Dalian, Guilin |
| Donghai Airlines          | Baotou, Nanning, Nantong, Shenzhen, Urumqi, Zhuhai |
| EVA Air                   | Taipéi–Taoyuan |
| Fuzhou Airlines           | Fuzhou |
| GX Airlines               | Harbin, Nanning |
| Hainan Airlines           | Baotou, Dalian, Fuzhou, Guangzhou, Guilin, Haikou, Hangzhou, Hohhot, Kashgar, Sanya, Shenzhen, Ürümqi, Xiamen, Yinchuan, Zhuhai |
| I-Fly                     | Charter: Moscow–Vnukovo |
| Jiangxi Air               | Dalian, Fuzhou, Hailar, Harbin, Jiayuguan, Korla, Nanchang, Xiamen, Zhanjiang, Zhuhai |
| Joy Air                   | Harbin, Hefei, Huangshan, Xiangyang, Zhanjiang |
| Juneyao Air               | Bayannur, Helsinki, Huizhou, Milán–Malpensa (empieza el 30 de octubre de 2023), Shanghái–Pudong |
| Korean Air                | Seoul–Incheon |
| Kunming Airlines          | Kunming, Taizhou, Tengchong |
| Lanmei Airlines           | Sihanoukville |
| Loong Air                 | Changchun, Guangzhou, Kashgar, Korla, Lanzhou, Wenzhou, Xining |
| Lucky Air                 | Changchun, Chengdu–Tianfu, Dalian, Ganzhou, Guiyang, Hailar, Kunming, Lijiang, Nanning, Quanzhou, Sanya, Wenzhou, Xishuangbanna, Zhanjiang, Zhuhai |
| Nok Air                   | Bangkok–Don Mueang |
| Pacific Airlines          | Chárter estacional: Phu Quoc |
| Qingdao Airlines          | Kuqa, Qingdao |
| Scoot                     | Singapur |
| Shandong Airlines         | Guilin, Guiyang, Haikou, Korla, Lanzhou, Qingdao, Ruoqiang, Ürümqi, Xiamen, Yantai, Yinchuan, Zhuhai |
| Shanghai Airlines         | Guilin, Guiyang, Karamay, Kunming, Lanzhou, Ordos, Osaka–Kansai, Phuket, Shanghái–Hongqiao, Shanghái–Pudong, Turpan, Ürümqi, Wenzhou, Yinchuan |
| Shenzhen Airlines         | Changchun, Dalian, Guilin, Haikou, Harbin, Huizhou, Kunming, Lanzhou, Nanning, Shenyang, Shenzhen, Wenzhou, Xining, Yantai, Yinchuan, Zhoushan |
| Sichuan Airlines          | Changchun, Chengdu–Shuangliu, Chongqing, Hangzhou, Harbin, Jieyang, Kunming, Nanning, Sanya, Ürümqi, Xichang, Xishuangbanna, Yanji |
| Sky Angkor Airlines       | Phnom Penh |
| Spring Airlines           | Changchun, Dalian, Jieyang, Ningbo, Shanghái–Pudong, Shenyang |
| Suparna Airlines          | Chifeng, Hohhot, Shanghái–Pudong, Shenzhen, Ürümqi |
| Thai Lion Air             | Bangkok–Don Mueang, Phuket |
| Thai Smile                | Bangkok–Suvarnabhumi |
| Thai VietJet Air          | Bangkok–Suvarnabhumi |
| Tianjin Airlines          | Chongqing, Dalian, Fuzhou, Guiyang, Haikou, Hengyang, Hohhot, Liupanshui, Qingdao, Sídney, Tianjin, Ürümqi, Zunyi–Xinzhou |
| Tibet Airlines            | Lhasa |
| Urumqi Air                | Karamay, Kashgar, Lanzhou, Qingdao, Qionghai, Ürümqi, Wenzhou, |
| Vietnam Airlines          | Charter: Nha Trang |
| West Air China            | Aksu, Bangkok–Suvarnabhumi, Chongqing, Dalian, Fuzhou, Golmud, Guangzhou, Guiyang, Hailar, Hefei, Hohhot, Jieyang, Kashgar, Korla, Kunming, Lhasa, Lijiang, Nanning, Osaka–Kansai, Qingdao, Quanzhou, Shanghái–Pudong, Shenyang, Shenzhen, Turpan, Ürümqi, Wenzhou, Xining, Zhuhai Estacional: Guilin, Yinchuan |
| Xiamen Air                | Dalian, Fuzhou, Hangzhou, Harbin, Lanzhou, Quanzhou, Ürümqi, Xiamen, Xining, Yinchuan |

## Aerolíneas de carga
| Aerolínea                     | Destinos                                                                                                   |
| ----------------------------- | --- |
| Aerotranscargo                | Dubái-Al Maktoum                                                                                           |
| AirBridge Cargo               | Moscú-Sheremétievo (suspendido)                                                                            |
| Air China Cargo               | Ámsterdam                                                                                                  |
| Cargolux                      | Anchorage, Atlanta, Chicago-O'Hare, Edmonton, Komatsu, Londres-Stansted, Luxemburgo, Novosibirsk, Zaragoza |
| Cargolux Italia               | Milán-Malpensa                                                                                             |
| Cathay Pacific Cargo          | Hong Kong, Shanghái-Pudong                                                                                 |
| China Airlines Cargo          | Nanjing, Taipéi-Taoyuan                                                                                    |
| China Cargo Airlines          | Shanghái-Pudong                                                                                            |
| China Postal Airlines         | Nankín, Shanghái-Pudong, Shijiazhuang                                                                      |
| China Southern Airlines Cargo | Anchorage, Guangzhou                                                                                       |
| Hong Kong Airlines            | Hong Kong, Tianjin                                                                                         |
| Korean Air Cargo              | Seúl-Incheon, Xi'an                                                                                        |
| MAS Air                       | Ciudad de México/AIFA                                                                                      |
| Qatar Cargo                   | Doha |
| SF Airlines                   | Hangzhou, Shenzhen, Wuhan, Wuxi                                                                            |
| Silk Way West Airlines        | Amsterdam, Bakú, Maastricht                                                                                |
| Sky Lease Cargo               | Anchorage                                                                                                  |
| Suparna Airlines              | Ámsterdam, Anchorage, Chicago-O'Hare, Frankfurt-Hahn, Hangzhou                                             |
| UPS Airlines                  | Seúl-Incheon                                                                                               |
| YTO Cargo Airlines            | Tokio-Narita                                                                                               |

## Transporte terrestre

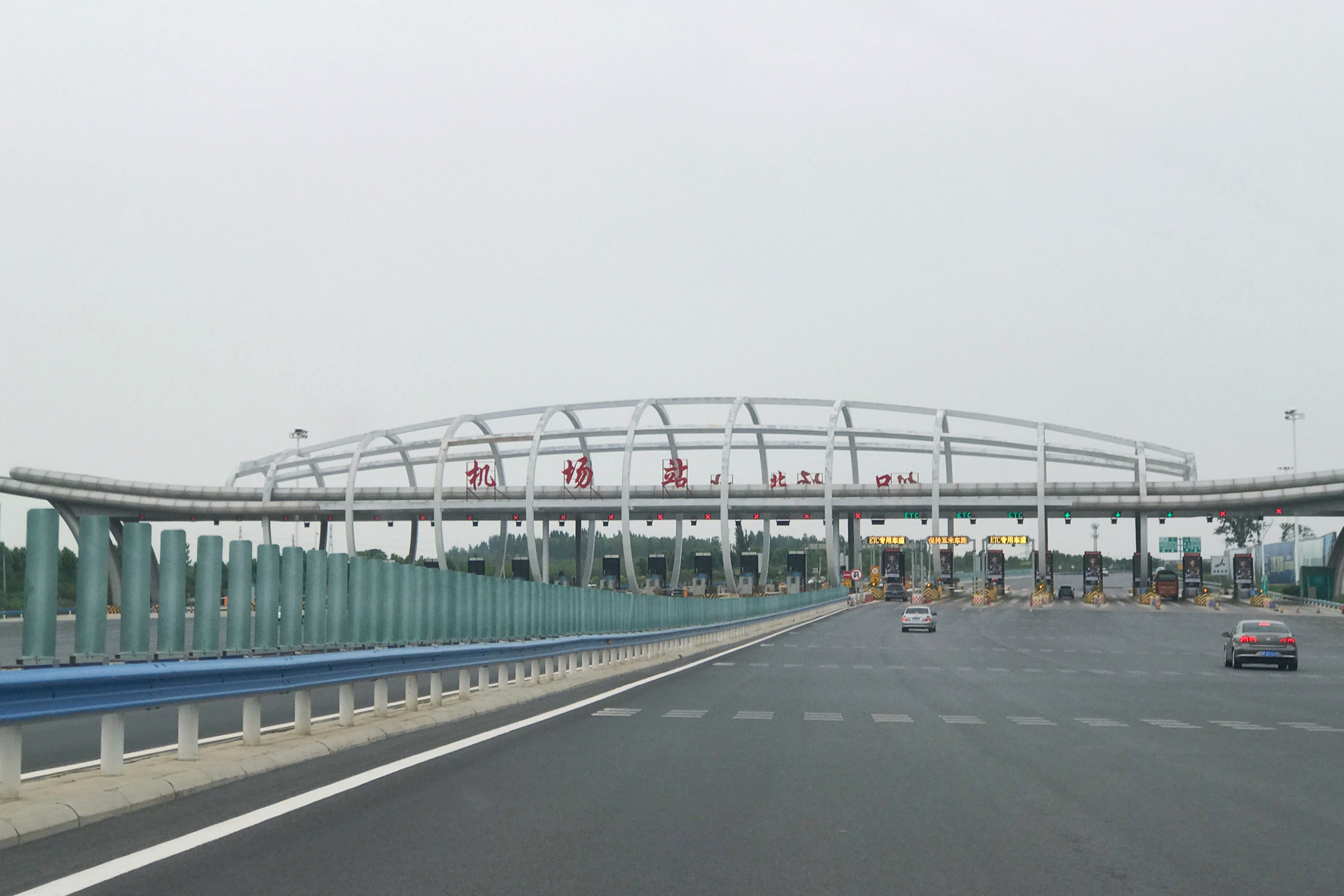
Peaje del aeropuerto.

### Carretera
- Autopista S1 del aeropuerto de Zhengzhou
- Autopista G4 Beijing-Hong Kong y Macao

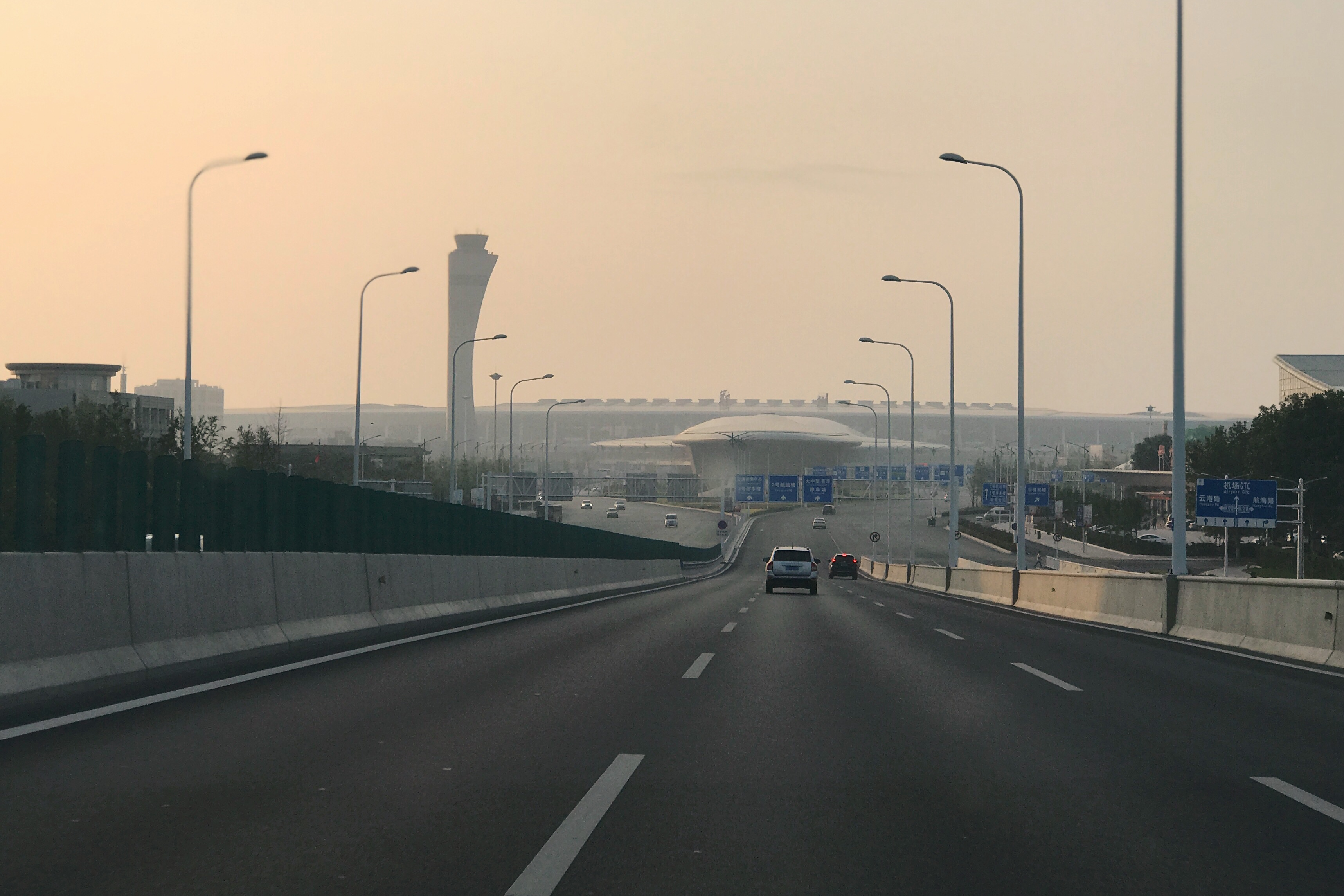
La carretera elevada Yingbin de 1.48 kilómetros de largo conecta el aeropuerto con las autopistas S1 y G4.

Ambas autopistas están conectadas con el aeropuerto a través de Yingbin Elevated Road.

### Ferrocarril
El enlace ferroviario del aeropuerto es servido por el ferrocarril interurbano del aeropuerto Zhengzhou-Xinzheng y la línea Chengjiao del Metro de Zhengzhou.

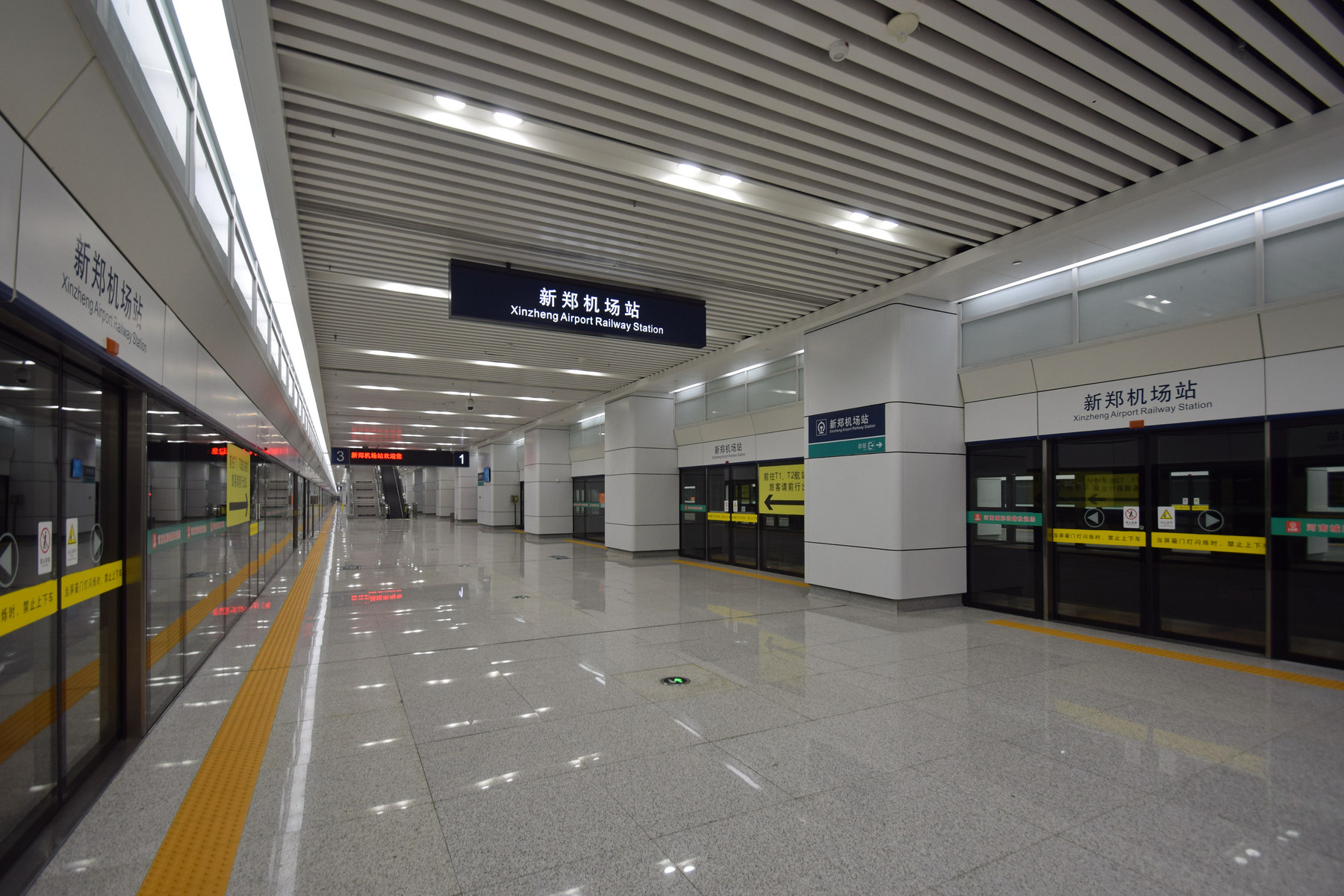
Estación del aeropuerto de Xinzheng.

#### Ferrocarril interurbano
La estación del aeropuerto de Xinzheng se encuentra en el GTC. La sala de espera y las taquillas se encuentran en la planta B2 y los andenes en la planta B3. Los trenes interurbanos a Zhengzhou, Zhengzhou East, Jiaozuo y Songchenglu están en funcionamiento.

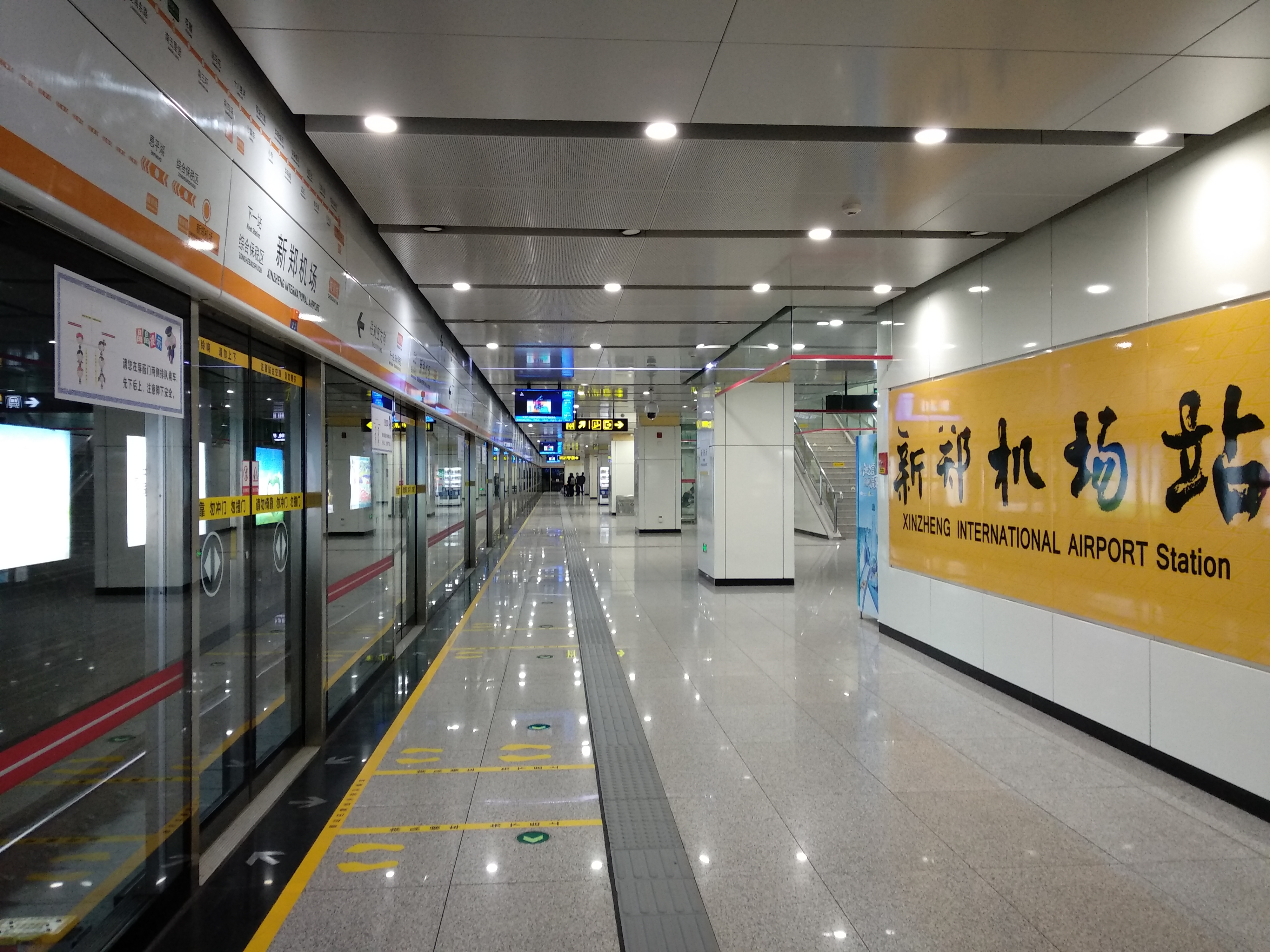
Plataforma de la estación del metro de Zhengzhou.

#### Metro
Los trenes de la línea Chengjiao del metro de Zhengzhou conectan el aeropuerto con el centro de Zhengzhou mediante los servicios de la línea 2.

### Autobús
Hay varias rutas de autobús en el aeropuerto a varios destinos en Zhengzhou. La estación de autobuses está en el primer piso de la Terminal 2.
| Destino                                    | Precio |
| ------------------------------------------ | ------ |
| Estación central de autobuses de Zhengzhou | ￥20   |
| Aviación Civil Hotel                       | ￥20   |
| Hotel Longyuan                             | ￥20   |
| Estación de Zhengzhou East                 | ￥20   |
| Estación de Zhengzhou plaza oeste          | ￥20   |

#### Autobuses interurbanos
El aeropuerto también ofrece servicios de autobús entre ciudades hacia y desde otras ciudades de la región de la llanura central, incluidas Luoyang, Kaifeng, Xuchang, Xinxiang, Nanyang, Anyang, Jiaozuo, Pingdingshan, Shangqiu, Zhoukou, Zhumadian, Heze, Changzhi y Jincheng. A diferencia de las rutas de Zhengzhou, los autobuses interurbanos parten del GTC.

#### Autobús en la ciudad
Hay varias rutas de autobús, operadas por Zhengzhou Bus Communication Corporation, que dan servicio al aeropuerto y las áreas vecinas en la zona económica del aeropuerto de Zhengzhou.
- 611: hacia la terminal de autobuses de Shizu Road
- 612: hacia Yongzhou Road y Yuanling Road
- 613: hacia Hang'an 2 Street y Jichang 6 Road
- 638: hacia la puerta sur del Zhengzhou Garden-Expo Park
- Y636: servicio nocturno, hacia Lingkong Street y Taihu Road

## Accidentes e incidentes
- El 4 de febrero de 2014, el vuelo 1533 de Joy Air, un Xian MA60 que transportaba a 7 miembros de la tripulación y 37 pasajeros desde el Aeropuerto Internacional de Taiyuan-Wusu al aeropuerto internacional de Zhengzhou Xinzheng, sufrió una falla mecánica en el tren de aterrizaje mientras aterrizaba en Zhengzhou. El tren de morro colapsó y el cono del morro de la aeronave golpeó la pista. Ningún pasajero o tripulación sufrió lesiones.[7]
- El 5 de febrero de 2014, una fuerte nevada obligó al aeropuerto a cerrar durante varias horas por la tarde y la noche, dejando a unos 2000 pasajeros varados en el aeropuerto en uno de los días de mayor actividad del año nuevo anual. Muchos se sintieron frustrados por la falta de información proporcionada por el personal del aeropuerto o de la aerolínea, y comenzaron a dañar los mostradores de facturación y las pantallas de información de vuelos, y algunos también agredieron al personal. Los disturbios y más nevadas obligaron al aeropuerto a cerrar nuevamente al día siguiente. La policía finalmente llegó a la escena y restableció el orden.[8][9]
- El 15 de abril de 2018, el vuelo 1350 de Air China, un Airbus A321 del Aeropuerto Internacional de Changsha-Huanghua al Aeropuerto Internacional de Pekín-Capital, fue desviado para realizar un aterrizaje de emergencia en el Aeropuerto Internacional Zhengzhou Xinzheng. Se informó que un asistente de vuelo fue tomado como rehén por un pasajero masculino con un bolígrafo. Nadie resultó herido en este incidente.[10]